# Лактитол
Лактитол (систематическое наименование: 4-O-альфа-D-галактопиранозил-D-глюцитол) — углеводородный спирт, синтезируемый из молочного сахара (лактозы).
Относится к дисахаридам.

## Применение
Лактитол применяют:
- в качестве заменителя сахара в низкокалорийных и диабетических продуктах питания;
- в качестве пребиотика для профилактики и лечения заболеваний толстого кишечника;
- для лечения запоров;
- при лечении печеночной энцефалопатии.[1][2]

### Заменитель сахара
Лактитол практически не всасывается в кишечнике и является низкокалорийным продуктом питания (2,4 кал/г). Сладость лактитола составляет около 40% от сладости сахара. Такие свойства сделали лактитол популярным для приготовления выпечки, шоколада, мороженого и пр.

### Пребиотик
Лактитол относится к группе неперевариваемых дисахаридов, которые действуют только в толстой кишке. Он практически в неизменном виде достигает толстого кишечника, где быстро метаболизируется в её проксимальных отделах (восходящая ободочная кишка) и избирательно стимулирует рост полезной микрофлоры, в том числе бифидо- и лактобактерий. Продуктами метаболизма лактитола являются короткоцепочечные жирные кислоты, в первую очередь: ацетат и бутират. Ацетат является продуктом метаболизма практически всех полезных бактерий толстой кишки. Молекулы ацетата проходят через стенки кишечника и попадают в печень, откуда распространяются в качестве энергетического субстрата к мышечным тканям и внутренним органам (сердце, почки, головной мозг и др.). Основными продуцентами бутирата являются эубактерии, пептококки, фузобактерии и клостридии. Бутират является энергетическим субстратом для клеток кишечника.
Лактитол применяется в качестве одного из компонентов в пребиотическом комплексе Флоролакт, является действующим веществом препарата Экспортал.

### Лечение запоров
Лактитол используют в слабительных препаратах в качестве основного компонента, а также в смеси с семянами подорожника яйцевидного (Plantago Ovata). Это такие препараты как Экспортал, Импортал и др. По сравнению с лактулозой лактитол обладает меньшей выраженностью побочных эффектов (метеоризм, вздутие, флатуленция) и большим пребиотическим эффектом.
2 февраля 2020 г. FDA США одобрило применение лекарственного препарата Pizensy, содержащего лактитол в виде водорастворимого порошка, для лечения идиопатического хронического запора.